# Lepidostoma delongi
Lepidostoma delongi är en nattsländeart som beskrevs av Ross 1946. Lepidostoma delongi ingår i släktet Lepidostoma och familjen kantrörsnattsländor. Inga underarter finns listade i Catalogue of Life.